# Sizzano
Sizzano (Sceun in piemontese) è un comune italiano di 1 341 abitanti della provincia di Novara in Piemonte.

## Storia
Sizzano è un paese molto antico. Nei vecchi documenti è citato con diversi nomi: Sitianum, Siccianum (Azario), Sicianium, Sectianum (Bescapé, Cerutti). Sizzano era già un paese "ragguardevolissimo" al tempo dei romani e, ancora di più, dopo l'introduzione del cristianesimo, quando viene definito "cospicuo" (Rolandi). In particolare, il reperto più antico che documenta l'esistenza di Sizzano è una lapide, trovata nel 1667 durante i lavori di costruzione della chiesa parrocchiale e poi murata all'interno della facciata. Reca da un lato un'iscrizione romana che ricorda che tale Tito Tullio Maggiore aveva provveduto a restaurare un bagno (terme?) già esistente. Dall'altro lato della stessa lapide fu scolpita, in epoca successiva, quando si era già diffusa nella zona la religione cristiana, una scritta per segnalare il luogo di sepoltura di una nobile bambina vissuta solo un anno, dieci mesi e ventitré giorni.
Durante l'Alto Medioevo, sant'Adalgisio, che fu il 32º vescovo di Novara, nell'840 assegnò alla Chiesa Cattedrale di Novara, la decima di Sizzano (Bescapè). Vale la pena ricordare che questa decima, pagata con una fornitura di vino alla Curia, è giunta fino ai nostri giorni essendo stata abolita solamente nel 1974 con decreto del vescovo Aldo Del Monte e per interessamento dell'allora sindaco Cav. Severino Pizzetti.
Nell'anno 969 è documentato che il conte Riccardo di Vallesesia, Signore dell'Ossola, dell'Isola di San Giulio e di Novara, possedeva beni a Sizzano (Cerutti). Di poco posteriore è un istrumento del 1º settembre dell'anno 1000, in cui Pietro III, vescovo di Novara, permuta con un certo Domenico alcuni beni della "pievania di S. Vittore di Sizzano" che è soggetta alla giurisdizione episcopale.
Negli anni successivi, il borgo è citato in altri documenti di notevole importanza. Con diploma dato in Aquisgrana nell'anno 1028, infatti, l'imperatore Corrado IV, con l'intervento della moglie Gilda e del figlio re Enrico, dona alla chiesa novarese molti beni tenuti dal già citato conte Riccardo, tra i quali i fondi che aveva a Sizzano (Bescapè). È poi Papa Innocenzo II, in una bolla data in Piacenza il 26 maggio 1133, diretta a Litifredo, vescovo di Novara, a chiamare Sizzano col nome di Pieve. Secondo il Bescapè, avendo Sizzano un antico battistero separato dalla chiesa, la prerogativa di Pieve gli era stata concessa "non per necessità, ma per dignità".
Già prima dell'anno 1250 sulla collina, verso nord, a circa 500 metri dall'abitato, sorgeva in Sizzano un monastero di frati e di monache dell'ordine degli Umiliati, detto di S. Clemente, con annessa la chiesa che, seppur in rovina, ancora esiste. Questo è documentato in un decreto datato 30 agosto 1250 nel quale il vescovo di Novara Sigibaldo Cavallazzi conferma la facoltà accordata dal suo predecessore Odemario, alla signora Beatrice, figlia di Stefano Guidone di Sizzano e di Rachelda di Sassa, di poter abitare nel monastero di S. Clemente a Sizzano, dove già abitavano frati e suore, confermando ad essi tutti i possessi ed i privilegi.
In data 28 ottobre 1284 il Sig. Tornielli dona a suor Beatrice, ministra del monastero di S. Clemente di Sizzano e a fra Giovanni, converso del medesimo, un pezzo di terra. In seguito, con quietanza del 26 giugno 1289 fra Giovanni, a nome suo e delle Umiliate di S. Clemente di Sizzano, acquista per 38 soldi imperiali una casa da Olrica, moglie del fu Rigordo di Sizzano.
Documenti successivi documentano l'attività sempre viva delle monache di S. Clemente, fino a quando, Alasia ministra e le altre suore fanno un esposto al vescovo di Novara Oldrado. A causa delle continue guerre, monastero e chiesa erano stati distrutti e loro avevano dovuto fuggire a Ghemme. Poiché non volevano "andar vagando" ed amavano servire Dio, chiedevano di poter entrare nel monastero dell'ospedale di S. Giovanni Battista dei Rastelli, nel sobborgo di S. Luca a Novara, avendo già trovato la compassione della ministra di questo monastero. Il trasferimento fu autorizzato ed avvenne il 17 novembre 1360.
Il trattato di pace stipulato tra Galeazzo Visconti e Giovanni II marchese del Monferrato fu di breve durata. Giovanni nell'inverno del 1362 occupò il novarese con 10.000 mercenari inglesi a cavallo che presero il nome di Compagnia Bianca. Nonostante Galeazzo Visconti ordinasse che fossero bruciati tutti i paesi, tra i quali anche Sizzano, per non lasciare possibilità di saccheggio, gli inglesi devastarono il novarese, portandovi anche la peste. La presenza della peste sconsigliò a Galeazzo Visconti di intraprendere la difesa, permettendo così agli inglesi di commettere ogni sorta di nefandezze e violenze. Arrivarono fino al punto di violentare in pubblico a Sizzano mogli e figlie in presenza di mariti e genitori (Avario). Mentre gli inglesi erano a Sizzano fecero, tra gli altri, prigioniero Ajcardone di Camodea, distinto letterato (Cotta).
Come detto Sizzano era sede di Pieve ed aveva potestà anche sui paesi vicini. Nel 1403 il pievano di Sizzano venerabile Stefano Ferraris, costruiva a Carpignano la chiesa di S. Ambrogio, oggi demolita.
Il 20 ottobre 1449 il territorio di Sizzano fu smembrato da Francesco Sforza dalla città di Novara e dato in feudo ai Tornelli. Nel 1496 erano feudatari di Sizzano Giorgio e Pietro Caccia denominati Galletti (Rusconi).
Nel 1630 nacque a Sizzano Vittore Vercelloni "professore di poesia".
Il 15 agosto 1631 il notaio Girolamo Berciocchi, originario di Sizzano, rogò l'istrumento, con i capi famiglia di Carpignano radunati sulla pubblica piazza, per far cessare la peste. Fecero solenne voto ai santi Rocco, Fabiano e Sebastiano di santificare annualmente ed in perpetuo le loro feste e di portare in processione le loro immagini. Appena compiuto l'atto la peste cessò (Goio).
Il 20 aprile 1663 S.E. Mons. Giulio Maria Odescalchi, vescovo di Novara consacrò solennemente l'attuale chiesa parrocchiale di Sizzano, costruita, nonostante 5 anni consecutivi di terribile siccità che compromise tutti i raccolti, al posto della chiesa precedente ritenuta troppo piccola e inadeguata alla popolazione (990 anime). I sizzanesi lavorarono sotto la guida dell'arciprete don Pietro Saggini, "teologo, oblato, con la passione del costruttore", e poi del successore don Giovanni Francesco dei Nobili Solari di Oleggio, compiendo l'impresa in meno di tre anni (dal 1651 al 1653).
Gerolamo Caccia di Sizzano, giureconsulto collegiato dell'imperatore Carlo V, nel 1709 fu nominato "Fiscale Generale Militare".
Nel 1729 Sizzano fu ceduto a Lodovico Caccia. Tre anni più tardi ottenne il privilegio di non essere più infeudato.
Nel 1780 il marchese Luigi Tornielli fece tagliare, in accordo con il municipio, un antichissimo e grossissimo olmo che serviva da albo pretorio poiché, con i suoi rami e con la sua ombra, recava gran danno al giardino dei marchesi Tornelli. In cambio fece costruire, a sue spese, la statua della Madonna del Rosario con in braccio Gesù Bambino che, ancora oggi, si affaccia sulla strada provinciale al centro del paese.
Nel 1864 si dà inizio alla costruzione dell'oratorio dell'Immacolata (chiesa di S. Maria) su progetto del novarese Marietti.
Nel 1867, per opera dell'arciprete Prone, vengono abbattuti il torrione e parte del recetto (33 magazzini e 13 cantine) allo scopo di formare l'attuale piazza "per decoro della chiesa medesima e a comando della popolazione".
Nel 1951 vengono benedette e poste nel campanile le nuove campane.
Il 13 maggio 2001 viene chiusa al culto la chiesa parrocchiale per intraprendere i lavori di restauro ed installazione del nuovo impianto di riscaldamento. Durante i lavori vengono alla luce importanti reperti archeologici che, se da un lato confermano le notizie storiche sull'importanza della Pieve di Sizzano, dall'altro causano rilevanti ritardi nei lavori e maggiori oneri.
L'importanza dei reperti è tale che si è costretti progettare un nuovo pavimento sospeso per lasciarli accessibili agli studiosi. La chiesa viene riaperta al culto domenica 21 dicembre 2003.

### Simboli
Lo stemma e il gonfalone sono stati concessi con D.P.R. del 21 giugno 1994.
(D.P.R. del 21 giugno 1994)
Il gonfalone è un drappo di azzurro.

## Società

### Evoluzione demografica
Abitanti censiti

## Amministrazione
Di seguito è presentata una tabella relativa alle amministrazioni che si sono succedute in questo comune.
| Periodo        | Periodo        | Primo cittadino    | Partito                           | Carica  | Note  |
| -------------- | -------------- | ------------------ | --------------------------------- | ------- | ----- |
| 30 maggio 1985 | 29 giugno 1990 | Severino Pizzetti  | -                                 | Sindaco | [ 8 ] |
| 29 giugno 1990 | 24 aprile 1995 | Antonio Conterbia  | Partito Repubblicano Italiano     | Sindaco | [ 8 ] |
| 24 aprile 1995 | 14 giugno 1999 | Antonio Conterbia  | Centro Cristiano Democratico      | Sindaco | [ 8 ] |
| 14 giugno 1999 | 14 giugno 2004 | Antonio Conterbia  | Centro Cristiano Democratico      | Sindaco | [ 8 ] |
| 14 giugno 2004 | 8 giugno 2009  | Stefano Vercelloni | lista civica                      | Sindaco | [ 8 ] |
| 8 giugno 2009  | 26 maggio 2014 | Stefano Vercelloni | lista civica                      | Sindaco | [ 8 ] |
| 26 maggio 2014 | in carica      | Celsino Ponti      | lista civica: insieme per Sizzano | Sindaco | [ 8 ] |

## Galleria d'immagini

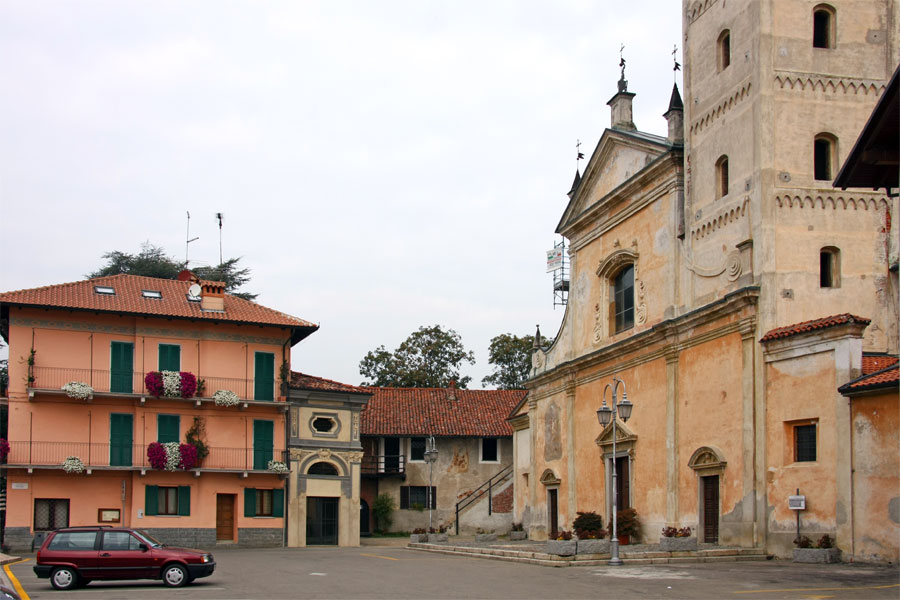
Piazza Prone al centro del paese
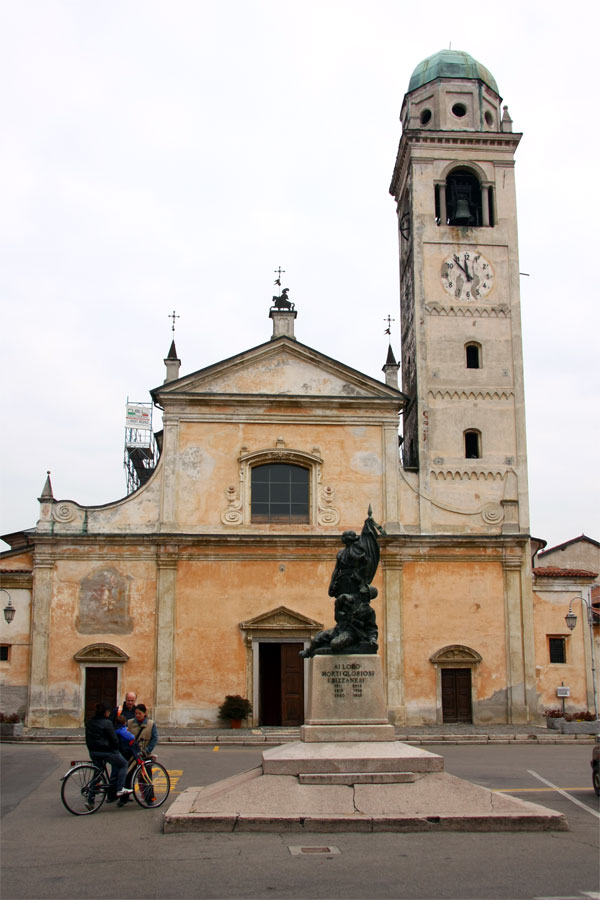
Chiesa Parrocchiale di San Vittore